# 山柽柳属
山柽柳属（学名：Myrtama）是柽柳科的一属。

## 下属物种
本属包括以下物种：
- Myrtama elegans (Royle) Ovcz. & Kinzik.